# La geste Francor
La geste Francor je souhrnné označení pro frankoitalské chansons de geste obsažené v rukopisu z první poloviny 14. století, který je uložen v Bibliotece Marciana v Benátkách.
Eposy obsažené v rukopise svědčí o velkém ohlasu, které měly chansons de geste v Itálii, kde vznikaly písně ve smíšeném jazyce založeném na starofrancouzštině, ale s tvary a slovy z italských dialektů (zejména lombardského a benátského), které se soustavně mísily.

## Obsah rukopisu
Rukopis obsahuje následující písně:

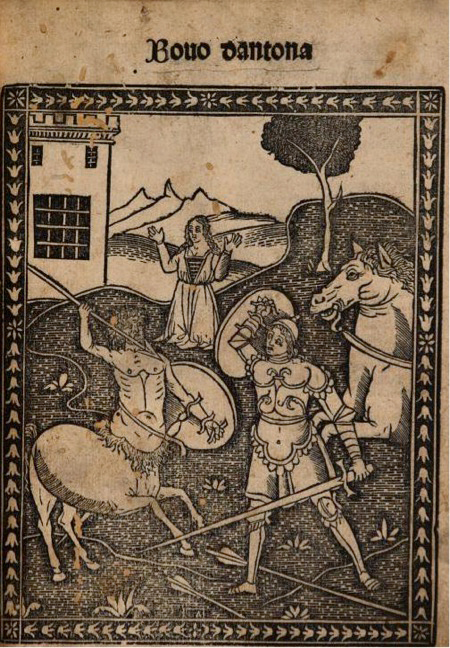
Vydání písně Bovo d'Antona v Benátkách roku 1514.

- Bovo d'Antona, frankoitalská verze eposu Beuve de Hamptone o předkovi vévody Milona, otce Rolanda.
- Berta de li gran pié, frankoitalská verze eposu Berthe aux grands pieds (Berta s velkýma nohama) od Adeneta le Roi o  o příchodu matky Karla Velikého z Uher ke franskému dvoru.
- La chevalerie Ogier, frankoitalská verze eposu La chevalerie Ogier de Danemarche (Rytířské skutky Ogiera Dánského).
- Les enfances Ogier, frankoitalská verze eposu Ogierovo mládí od Adeneta le Roi.
- Berta e Milon, frankoitalský epos o Rolandově narození.
- Orlandino, frankoitalský epos o Rolandově setkání s Karlem Velikým.
- Karleto, frankoitalská verze eposu Mainet vyprávějící o Karlově mládí a jeho pobytu u toledského krále Galafera, kde se skrýval před svými dvěma nevlastnímu bratry, kteří jej po smrti Pipina Krátkého chtějí zavraždit a zmocnit se tak trůnu.
- Macaire ou La reine Sebile, frankoitalský epos o neprávem pronásledované manželce Karla Velikého.

Krom těchto písní existují ještě další frankoitalské eposy:
- Aspramonte,  frankoitalská verze eposu Aspremont ze 13. století.[3]
- L'Entrée d'Espagne (asi 1320, Vpád do Španěl), jakýsi prolog Písni o Rolandovi, blížící se svým obsahem rytířskému románu. Jako autor je někdy uváděn Giovanni da Nono z Padovy.[4]
- Prise de Pampelune (asi 1328, Dobytí Pamplony), autor Niccolò da Verona, pokračování písně Vpád do Španěl.[5][6]
- La Guerra d'Attila (1358, Válka s Attilou), chanson de geste, jejímž autorem je boloňský básník Niccolò da Casola (báseň se obsahem blíží rytířskému románu).[7]